# Hoplolabis dichroa
Hoplolabis dichroa är en tvåvingeart som först beskrevs av Alexander 1938.  Hoplolabis dichroa ingår i släktet Hoplolabis och familjen småharkrankar. Inga underarter finns listade i Catalogue of Life.